# Académie Saint-Anselme

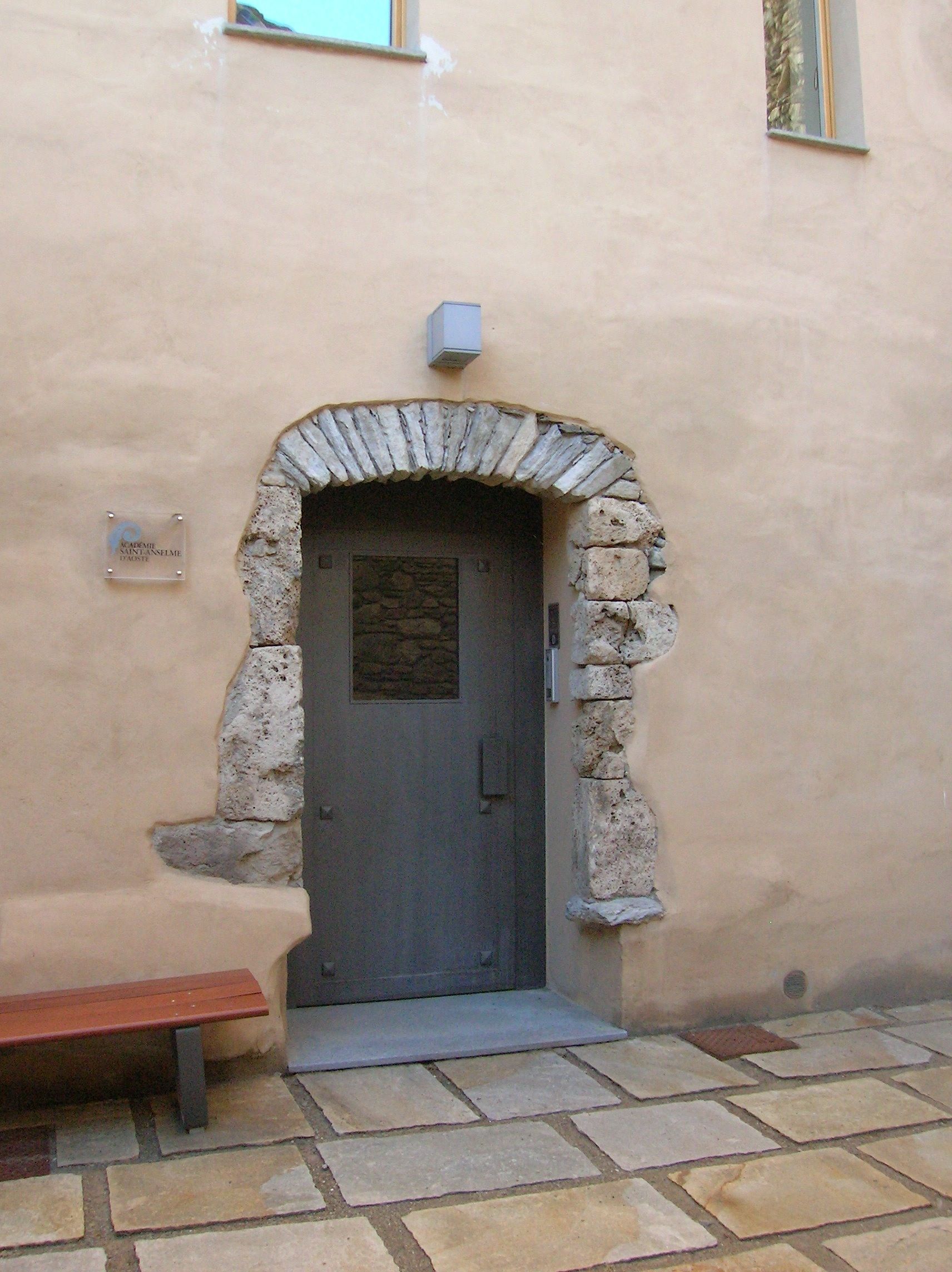
L'entrée du siège à Gressan.

L’Académie Saint-Anselme est une société savante valdôtaine placée sous le patronage de Saint Anselme d’Aoste et fondée en 1855.

## Origine
La « Société académique religieuse et scientifique de l'ancien duché d'Aoste, sous la protection de saint Anselme, archevêque de Cantorbéry et docteur de l'Église » ou  Académie Saint-Anselme, est une société savante fondée le 29 mars 1855 par le prieur Jean-Antoine Gal, qui en assumera la présidence jusqu’en 1867, et par d’autres personnalités du milieu culturel valdôtain, parmi lesquelles figurait notamment Georges Carrel et Pierre-Étienne Duc membre en 1865. Les objectifs de ses fondateurs, confirmés à l'occasion de la mise à jour des statuts en 1968, visaient à « la diffusion de la connaissance des traditions religieuses et civiles, du patrimoine linguistique et culturel du Pays et à la valorisation de ses immenses richesses archéologiques et artistiques ».

## Siège
Le siège de la société s'est trouvé à Aoste dans deux salles du chapitre de la Cathédrale d'Aoste mise à sa disposition par l’évêché depuis 1870. En 2009, il a été déplacé à la Tour de Saint-Anselme, au hameau La Bagne à Gressan.

## Activité
L’activité de l’Académie Saint-Anselme se concrétise, par des conférences et, tous les deux ans, par la publication d'un Bulletin qui, en 1982, avec son 50e numéro, a achevé l'ancienne série, et en 1985 en a inauguré une nouvelle, qui compte déjà XVII fascicules édités à ce jour.
Une nouvelle collection d’Écrits d'histoire, de littérature et d'art a été inaugurée en 1999 (XIII tomes parus à ce jour). Elle comprend plusieurs tomes consacrés à la correspondance de l’évêque d’Aoste Antoine-Philibert Bailly, un à l'édition du Missel de Charvensod, d'autres tomes contiennent l'édition de manuscrits médiévaux et l'histoire de l'art en Vallée d'Aoste.
La bibliothèque de l’Académie comprenant quinze mille publications et un musée, qui conserve de précieuses pièces de l'antiquité et du Moyen Âge.

## Organisation
Les fonctions de direction de la Société sont exercées par un Bureau, composé d'un président, d'un vice-président, d'un secrétaire-trésorier, d'un archiviste-bibliothécaire et d'un conservateur du musée. Le président, élu pour la durée de sept ans mais indéfiniment rééligible, représente l'Académie, convoque et dirige les séances, proclame le résultat des votes, propose à l'assemblée l'élection du vice-président, son plus étroit collaborateur, et choisit les autres membres du Bureau.

### Liste des présidents
- 1855-1867  : Jean-Antoine Gal chanoine et prieur de la Collégiale de Saint-Ours ;
- 1868-1878  : Père Laurent, capucin ;
- 1878-1908  : Mgr Joseph-Auguste Duc, évêque d’Aoste et historien ;
- 1908-1922  : François-Gabriel Frutaz, chanoine et historien ;
- 1922-1933  : André Dominique Noussan , chanoine et historien ;
- 1933-1954  : Justin Boson, chanoine de Saint-Ours, professeur de philologie orientale à Milan ;
- 1954-1966  : Maxime Durand, chanoine ;
- 1966-1980  : Mgr Aimé-Pierre Frutaz, auteur des Sources pour l'histoire de la Vallée d'Aoste ;
- 1980-1990  : Hector Passerin d'Entrèves, professeur d'histoire à l’Université de Turin, premier président laïc de l'Académie ;
- 1990-2004  : Mgr Albert-Marie Careggio ;
- 2004-2010  : Pierre-Georges Thiébat ;
- 2010-2017  : Joseph-César Perrin ;
- 2017-      : Paolo Papone.

## Source
- Abbé Joseph-Marie Henry, Histoire de la Vallée d’Aoste, Imprimerie Marguerettaz, Aoste, 1929 ; réédition 1967, p. 435

## Ouvrages publiés
Parmi les ouvrages publiés par l'Académie Saint-Anselme, en association avec la Fondation Humbert II et Marie-José de Savoie, figure le livre intitulé La Maison de Savoie et la Vallée d'Aoste, édité chez Umberto Allemandi, Turin, en 1989.